# Raj Manchanda
Raj Manchanda, né le 5 août 1945 à Abohar (en) (Inde britannique) et mort le 1er décembre 2024 à Delhi (Inde),, est un joueur de squash représentant l'Inde. Il est champion d'Inde à six reprises consécutives entre 1977 et 1982.
Surnommé le Old Fox et The Major, il est l'un des joueurs de squash les plus populaires de l'Inde. Champion national pendant six ans, il est également titulaire d'une charge au sein de la Fédération, occupant à un moment donné le poste de vice-président. Brigadier dans le Corps de génie électrique et mécanique de l'armée indienne, Raj Manchanda a reçu le prix Arjuna en 1979-80. Il est également le récipiendaire du prix Best Services Sportsman, qu'il reçoit en 1980-1981.

## Biographie
Né à Abohar, dans le district de Firozpur, au Pendjab, le 5 août 1945, Raj Manchanda s'est distingué à la fois comme étudiant et sportif.  Il reçoit la médaille d'or du Président au collège militaire indien de Rashtriya.
En 1967, il se lance sur la scène nationale du squash, remportant d'abord le titre des Services, puis terminant finaliste aux championnats nationaux, perdant contre Ali Ispahani, plus connu dans le milieu du tennis. 
Par la suite, ce fut une longue histoire à succès de onze victoires au championnat des Services, six fois champion national entre 1978 et 1983 (la première fois à l'âge de 33 ans), quatre fois vice-champion national et une victoire à chaque championnat régional auquel il prend part. Entre son premier championnat national et le deuxième, Raj Manchanda a dû faire une pause. Il y a eu les 3 ans d'études d'ingénieur, qui l'ont tenu occupé, puis la guerre de 1971, suivi par M. Tech en électronique.  Il retourne sur le court de squash avec envie et est rapidement assez en forme pour faire partie de l'équipe indienne pour les championnats du monde par équipes en Angleterre en 1976. L'Inde termine 7e. 
Le titre national en 1978 lui donne l'impulsion nécessaire et il est un choix automatique pour l'équipe indienne pour le championnat du monde de squash amateur 1979 en Australie.  Deux ans plus tard, lors des championnats d'Asie, il affronte Jahangir Khan, l'homme qui allait dominer la scène mondiale dans les années 1980. Raj Manchanda perd contre Khan mais a fait peur à Hiddy Jahan, numéro trois mondial, lors d'un tournoi ultérieur à Karachi. 
Bien que l'Inde n'ait jamais été une puissance dans le squash, Raj Manchanda lui-même a eu un assez bon parcours dans les différents tournois internationaux où il représente l'Inde.  Il est capitaine de l'équipe indienne à plusieurs reprises, notamment lorsque l'Inde remporte la médaille d'argent aux championnats d'Asie par équipes de 1981 à Karachi.  Sa meilleure performance individuelle est la quatrième place aux championnats d'Asie en Jordanie en 1984 où l'équipe sous sa direction remporte une médaille de bronze. 

## Palmarès

### Titres
- Championnats d'Inde : 6 titres (1977-1982)